# Rewrite Harvest festa!
《Rewrite Harvest festa!》是Key发售的第10个美少女游戏，是同一公司2011年发售的游戏《Rewrite》的Fan disc，于2012年7月27日发售。

## 概要
在《Rewrite》发售前的采访中，参与《Rewrite》制作的剧本作家都乃河勇人曾说过，如果本作销售业绩良好的话他有意扩展本篇中的故事。《Rewrite》发售之后，都乃河勇人向Visual Art's的社长马场隆博取得了开发Fan disc的许可。最终Fan disc定名为Rewrite Harvest festa!，采用与Rewrite相同的工作人员，于2012年7月27日发售。本作初回版随游戏赠送原声带《“Feast”Rewrite Harvest festa! Original Soundtrack》、一册名为《超自研会报》的小册子、两个手机链，以及Weiß Schwarz、Lycée和Phantasmagoria卡牌各一张。
本作的剧本容量大致与Key于2005年发售的《智代After》相同。在前作《Rewrite》中，重要配角井上只有配音而没有出现在画面中，而本作中收录了由原画家樋上至创作的井上的立绘。同样，前作Rewrite中男主角天王寺瑚太朗只有部分配音，本作中收录了瑚太朗的全程语音。本作初回版还赠送了6位女主角的Windows 7操作系统主题，其中5个女主角的視窗系统主题曾随Key公司订做的Rewrite笔记本赠送给买家，而第6位女主角「篝」的系统主题則是新制作的。
为了给本作做宣传，遊戲開發商商請了Good Smile Company制作一輛命名为「Rewrite Hf Car」的痛车，该车于2012年5月30日至7月26日走遍了日本全国的主要城市进行宣传活动。该车于2012年9月3日在日本雅虎拍卖网站拍卖，起拍价1日元，最终成交价1,806,000日元。与《Rewrite》相同，在本作发售之前，Key于2012年6月10日在秋叶原举办了一个叫作Rewrite Harvest festa! Fes.的活动，活动中NanosizeMir和多田葵进行了现场演出，并且举行了数名制作人员与配音演员之间的访谈活动，参加访谈的有都乃河勇人（脚本）、折户伸治（音乐），以及配音演员斋藤千和（神户小鸟）、篠宮沙弥（凤千早）、铃木惠子（中津静流）和朝树里沙（此花露西娅）等人。

## 故事简介
本作是《Rewrite》的外传，比《Rewrite》更加详尽地描写了游戏中的节日“收获祭”的场景，并且游戏中也和Rewrite一样加入了小游戏。
本作一共分为6个独立的篇章，每个篇章对应一个女主角。玩家刚开始可以进入神户小鸟、凤千早和此花露西娅的篇章，完成这3个篇章之后，中津静流和千里朱音的篇章解锁，完成这5个篇章之后，篝的篇章解锁，而完成所有6个篇章之后，附加的RPG小游戏《Rewrite Quest》解锁。

## 人物介绍
天王寺 瑚太朗（聲優：森田成一）
身高：176cm、体重：65kg、3圍：92/72/92、生日：5月2日
在「Rewrite」人氣角色投票中得到第8名。
主人公，拥有隐藏起来的能力和隐藏起来的过去，经常会被卷入大事件之中。
神戶 小鳥（聲優：齋藤千和）
身高：156cm、体重：44kg、3圍：83/54/83、生日：7月26日
角色曲：（二輪草）
在「Rewrite」人氣角色投票中得到第4名。
瑚太朗的青梅竹马，和瑚太朗性格相合。本篇的故事有点过于残酷，这次收录的是小鸟和瑚太朗一同构筑幸福日常生活的故事。
故事：“我们要结婚了！”，这是本篇之后的故事。再次见面之后，两个人又回到了以前的状态，无法构筑出新的关系，更无法很顺利地进行恋爱。但随着时间的流逝，不习惯恋爱的两人也终于迎来了大的进展，注意到了两个人最后的工作。
鳳 千早（聲優：篠宮沙彌）
身高：159cm、体重：46kg、3圍：82/55/84、生日：8月24日
角色曲：（牽牛花）
在「Rewrite」人氣角色投票中得到第6名。
转校来到风祭高校的少女。和自称为兄长的执事拥有很深的羁绊，这次收录的是他们和瑚太朗三人的故事。
故事：围绕着键的争执结束之后，风祭市又回到了平稳的日常生活之中。超自研成员也再次聚到了一起，回到了快乐的日常之中。某一天，井上带来了“风祭的森林里有怪物！？赏金50万日元！”的线索，变得很穷的朱音为了取回往日的尊严，带领超自研展开了探索。但瑚太朗的想法却是“反正和以前一样都是假的，不如好好享受河边的野营吧。”。
千里 朱音（聲優：喜多村英梨）
身高：160cm、体重：47kg、3圍：86/57/85、生日：2月17日
角色曲：（火鶴花）
在「Rewrite」人氣角色投票中得到第1名。幼年時期的朱音則得到第10名。
被称为“学园的魔女”的女主角。暗中背负着沉重的命运的她，能够迎来和本篇不同的结局吗？
故事：不知何时何地，IF之世界。在和平的日本，朱音和瑚太朗过着快乐的生活。 但超自研的活动经费即将见底，平稳的日常受到了威胁。于是朱音策划着要挑战起死回生的任务，而瑚太朗心里却有别的想法。
中津 靜流（聲優：鈴木惠子）
身高：149cm、体重：39kg、3圍：75/52/73、生日：6月18日
角色曲：（康乃馨）
在「Rewrite」人氣角色投票中得到第2名。
瑚太朗的学妹，无口而率直。虽然有着阴暗的过去，但一直都很乐观。这次收录的是没有能够被改写的世界的故事。
故事：这是一个不可思议的奇怪的世界。世界持续着平稳而有戏剧性的变化，而静流和瑚太朗正享受着这样的世界。在这样和平的风祭市之中，仍然潜伏着（威胁不大的）黑手，瑚太朗感受到了曾经许下的“约定”。这个时候超自研的成员怎么样了？朱音从变态们的手中逃脱了吗？篝在这个世界中过得还好吗？壮观而宏大的幽默与恋爱的故事，现在，就要开始了。
此花 露西婭（聲優：朝樹里沙）
身高：167cm、体重：52kg、3圍：93/59/86、生日：12月23日
角色曲：（向日葵）
在「Rewrite」人氣角色投票中得到第3名。
瑚太朗班里的班长，静流的好朋友。性格严肃，却很容易害羞。比起不可思议的事件，更期待傲娇的事件吗！？
故事：这是围绕着露西娅展开的IF之世界。和瑚太朗的初次约会成功之后，露西娅非常幸福，非常胸部。她相信着两个人恩爱的生活，会永远地持续下去……静流：“灯花说让你明天晚上去她那里”，露西娅：“西九条老师？”，静流“你一定会吃惊的，她是这样说的”。威胁着露西娅恩爱的生活的“那个东西”，从遥远的国家而来，现在正在一步步逼近她。
篝（聲優：花澤香菜）
角色曲：（雛菊）
在「Rewrite」人氣角色投票中得到第5名。
被称为“键”的女主角，和人类不同的存在。这次要表现和本篇不一样的一面……？
故事：邻近收获祭的某天，奇怪的少女，篝转学到了瑚太朗的班级。她身上的谜团很多，连新闻部都无法搞清楚她的身份。困扰的学校工作人员把篝交给了瑚太朗照顾，瑚太朗在和篝接触后，被卷入了不可思议的事情之中……

## 製作人員
- 制作：Key[1]
- 企畫：都乃河勇人
- 原画：樋上至
- 世界觀設定：田中罗密欧
- 劇本：田中罗密欧、龙骑士07、都乃河勇人
- 音樂：折戶伸治、三轮学、井内舞子、細井聰司、水月陵、麻枝准
- 魔物設計、原畫、彩色：氏河凌宇
- CG：、Na-Ga、餅介、
- 背景：

## 音乐

### 主题曲
- 片头曲 「Harvest」

作詞：都乃河勇人 / 作曲・編曲：井内舞子 / 歌：多田葵
- 片尾曲 

作詞：NanosizeMir / 作曲 ・編曲：塚越雄一朗（NanosizeMir） / 歌：水谷瑠奈（NanosizeMir）
- 插入曲「Philosophyz」

作詞：都乃河勇人 / 作曲：折戶伸治 / 編曲：MintJam / 歌：水谷瑠奈（NanosizeMir）
- 插入曲

作詞：龍騎士07、07th Expansion / 作曲：折戶伸治 / 編曲：森藤晶司 / 歌：
- 插入曲

作詞 / 作曲：麻枝准 / 編曲：ANANT-GARDE EYES / 歌：多田葵

### 原声带
本作初回版发售时同捆发售了原声带《“Feast”Rewrite Harvest festa! Original Soundtrack》，发售者是Key Sounds Label，编号是KSLA-0081。其中收录了本作原创的14首乐曲。
| “Feast”Rewrite Harvest festa! Original Soundtrack | “Feast”Rewrite Harvest festa! Original Soundtrack | “Feast”Rewrite Harvest festa! Original Soundtrack | “Feast”Rewrite Harvest festa! Original Soundtrack | “Feast”Rewrite Harvest festa! Original Soundtrack | “Feast”Rewrite Harvest festa! Original Soundtrack |
| 曲序                                              | 曲目                                              | 作曲                                              | 编曲                                              | 其他                                              | 时长                                              |
| ------------------------------------------------- | ------------------------------------------------- | ------------------------------------------------- | ------------------------------------------------- | ------------------------------------------------- | ------------------------------------------------- |
| 1.                                                | Harvest                                           | 井内舞子                                          | 井内舞子                                          | 作词：都乃河勇人 演唱：多田葵                     | 4:10                                              |
| 2.                                                | irrigated land                                    | 冢越雄一朗                                        | 冢越雄一朗                                        |                                                   | 3:32                                              |
| 3.                                                | 萌芽                                              | 折户伸治                                          | 折户伸治、三轮学                                  |                                                   | 4:20                                              |
| 4.                                                | （Moonbright）                                    | 折户伸治                                          | 水月陵                                            |                                                   | 3:34                                              |
| 5.                                                | Quaesitor                                         | 细井聪司                                          | 细井聪司                                          |                                                   | 3:26                                              |
| 6.                                                | Fight for nowhere                                 | 折户伸治                                          | 折户伸治                                          |                                                   | 3:00                                              |
| 7.                                                | winners!                                          | 折户伸治                                          | 折户伸治                                          |                                                   | 1:06                                              |
| 8.                                                | Redemptor                                         | 细井聪司                                          | 细井聪司                                          |                                                   | 3:41                                              |
| 9.                                                |                                                   | 井内舞子                                          | 水月陵                                            |                                                   | 4:52                                              |
| 10.                                               | 夜露                                              | 折户伸治                                          | 三轮学                                            |                                                   | 4:48                                              |
| 11.                                               |                                                   | 冢越雄一朗                                        | 冢越雄一朗                                        | 作词：NanosizeMir 演唱：水谷琉奈                  | 5:56                                              |
| 12.                                               | irrigated land ~echo~                             | 冢越雄一朗                                        | 冢越雄一朗                                        |                                                   | 3:32                                              |
| 13.                                               | Harvest Game size Ver                             | 井内舞子                                          | 井内舞子                                          | 填词：都乃河勇人 演唱：多田葵                     | 1:39                                              |
| 14.                                               |                                                   | 冢越雄一朗                                        | 冢越雄一朗                                        | 作词：NanosizeMir 演唱：水谷琉奈                  | 2:20                                              |
| 总时长：                                          | 总时长：                                          | 总时长：                                          | 总时长：                                          | 总时长：                                          | 49:56                                             |

## 評價
2012年，本作三次登上日本PC游戏预售排行榜前10名，分别是4月的第6名，5月的第3名和6月的第1名。7月份Rewrite Harvest festa!登上了全国PC游戏销量排行榜的榜首。